# Demografía de Honduras

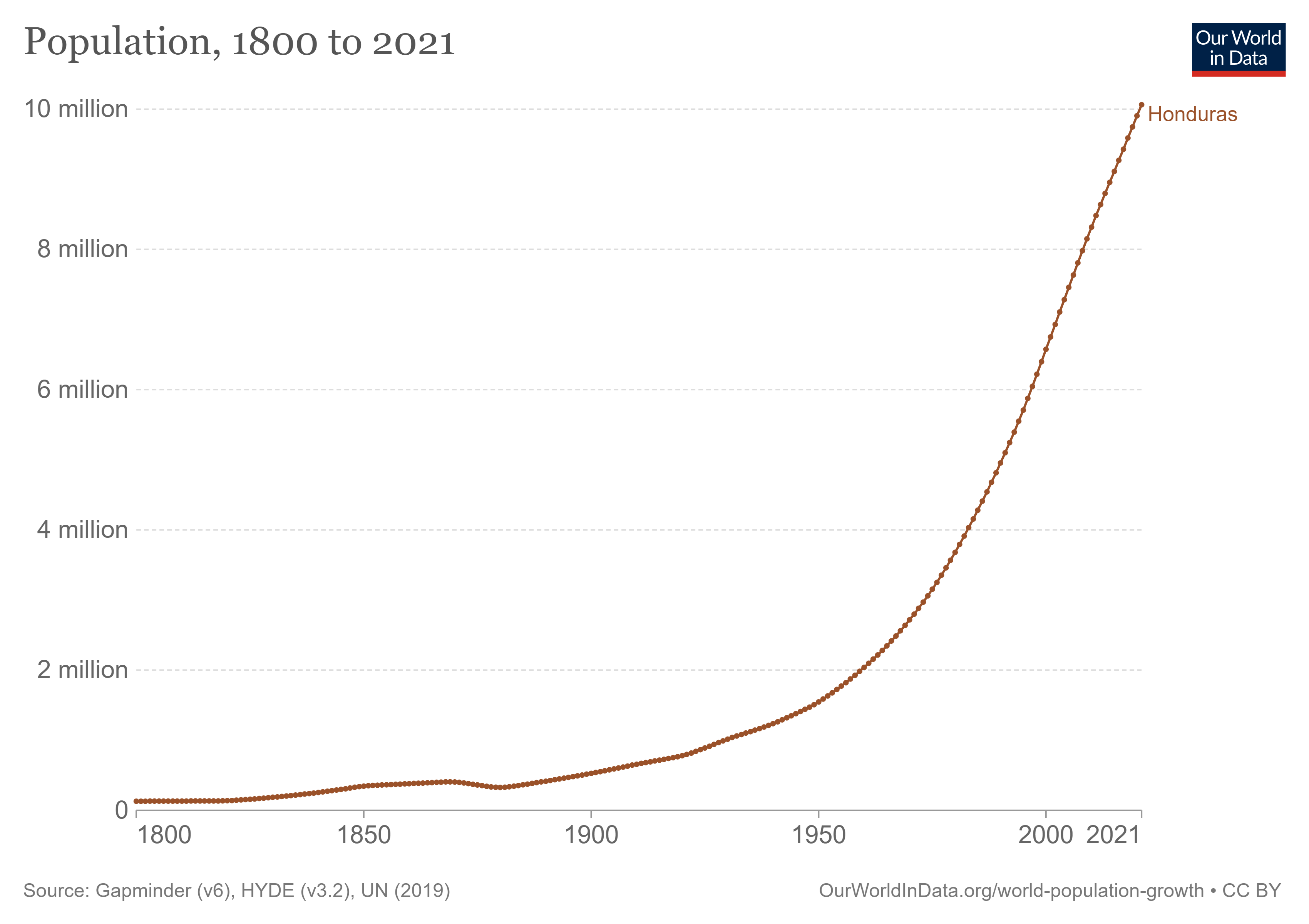
Evolución demográfica de Honduras.

Honduras tiene una población 10 221 256 habitantes en el año 2022 y un territorio de 112,492 km² dando una densidad población 90.31 hab por km². Según el Instituto Nacional de Estadísticas de Honduras, 9,506,702 habitantes en el país, de los cuales el 51% son mujeres y 49% hombres, así el 42.76% son menores de 18 años de edad, el 52.29% se encuentran en un rango de edad entre los 18 a 64 años y 4.93% son mayores de 65 años. La tasa de crecimiento demográfico estimada al año 2010 es de 2.1% y la tasa de natalidad es de 27.8 nacimientos/1,000 habitantes. La tasa de mortalidad es de 4.6 fallecimientos/1,000 habitantes y la tasa total migratoria es de –2.2 emigrantes / 1,000 habitantes.

## Población

### Población total
10 221 256 (2022)

### Proyecciones
- Año 2030: 11 449 246
- Año 2040: 12 780 362
- Año 2050: 13 830 801
- Año 2060: 14 574 528
- Año 2070: 14 976 986
- Año 2080: 15 026 740
- Año 2090: 14 775 539
- Año 2100: 14 325 309

Fuente: Honduras - Población 1950 - 2100

## Etnicidad
Alrededor del 84.5% de la población de Honduras es mestiza, un 6.7% españoles, británicos, alemanes, italianos y franceses, árabes un 4.1%, negros un 1.4%, amerindios un 2.3% y el 1% taiwaneses, coreanos y japoneses

### Grupos étnicos de Honduras
La demografía de Honduras se compone por habitantes de diferentes orígenes y esto incluye los seis pueblos autóctonos, lencas, chortís, tolupanes, tawahkas, pech y miskitos; cada uno de estos pueblos conserva su lengua nativa como lengua materna y el español como segunda lengua. La población blanca de Honduras está compuesta por descendientes de inmigrantes procedentes de España, Italia, Reino Unido, Alemania, Francia, Palestina y Líbano. Pueblos afrodescendientes como los garífunas y creoles quienes arribaron a Honduras desde las excolonias británicas en el Caribe. Y una minoría asiática compuesta por inmigrantes taiwaneses, surcoreanos y japoneses.

Los nativos americanos de Honduras cuentan con más de 210 mil habitantes, representando el 2.3 % de la población de Honduras, han habitado el territorio hondureño por más de veinte milenios, durante la colonización algunos de sus grupos fueron asimilados por los españoles a través del mestizaje, y otros grupos continúan habitando sus tierras ancestrales, manteniendo su cultura, lengua y religión original, estos grupos son los siguientes:
| Etnia      | Grupos                                                 | Porcentaje |
| ---------- | ------------------------------------------------------ | ---------- |
| Mestizos   | Amerindios y europeos                                  | 84.2%      |
| Europeos   | Españoles, británicos, italianos, alemanes y franceses | 6.7%       |
| Árabes     | Palestinos, libaneses y jordanos                       | 4.1%       |
| Amerindios | Lencas, miskitos, chortís, tolupanes, tawahkas y pech  | 2.3%       |
| Afros      | Garífunas y creoles                                    | 1.4%       |
| Asiáticos  | Taiwaneses, surcoreanos y japoneses                    | 1%         |

| Grupo étnico | Número de habitantes | Departamentos donde residen         |
| ------------ | -------------------- | ----------------------------------- |
| Lencas       | 110 mil              | Lempira, Intubucá y La Paz          |
| Chortís      | 24 mil               | Copán y Ocotepeque                  |
| Tawahka      | 6 mil                | Gracias a Dios y Olancho            |
| Tolupanes    | 15mil                | Yoro, Francisco Morazán y Comayagua |
| Pech         | 4 mil                | Colón, Olancho y Gracias a Dios     |
| Misquitos    | 50 mil               | Gracias a Dios                      |

### Afroamericanos en Honduras
Honduras cuenta con 125 mil afrodescendientes, los cuales representan el 1.4 % de la población del país.  
| Grupo étnico | Número de habitantes | Departamentos donde residen                                  |
| ------------ | -------------------- | ------------------------------------------------------------ |
| Garífunas    | 100 mil              | Atlántida, Islas de la Bahía, Cortés, Colón y Gracias a Dios |
| Creoles      | 25 mil               | Islas de la Bahía, Atlántida y Cortés                        |

## Historia de la población de Honduras

### Primer censo
El primer censo de la población hondureña, lo llevó a cabo el Obispo Fernando Cardiñanos en 1791. Este censo arrojó como resultado, más de 96.000 habitantes. De acuerdo al Anuario Estadístico de 1889 del doctor Antonio R. Vallejo ..."La población de 1791 es el resumen general de los diocesanos que resultó de la visita que hizo por años de 1789 y 1791 a los pueblos de nuestra Diócesis el ilustrísimo Señor Obispo Fray Fernando de Cardiñanos y de la que dio cuenta al Rey por medio del Real y Supremo Consejo de Indias el año últimamente citado. La Diócesis se componía de 135 poblaciones y 231 valles con 96,421 almas distribuidas en la jurisdicción de 35 curatos."

### Censos oficiales
El primer censo oficial de población en la República de Honduras es del año 1791, cuando se registró una población de 96,421 habitantes.
En el cuadro siguiente se presenta la evolución de la población con base en los censos oficiales.
| Año  | Población | Urbana          | Rural           | % Crecimiento anual intercensal |
| ---- | --------- | --------------- | --------------- | ------------------------------- |
| 1791 | 96,421    | -               | -               | -                               |
| 1801 | 128,453   | -               | -               | +33.2%                          |
| 1881 | 307,289   | -               | -               | 139.2%                          |
| 1887 | 331,917   | -               | -               | +8.0%                           |
| 1895 | 398,877   | -               | -               | +20.2%                          |
| 1901 | 543,741   | -               | -               | +36.3%                          |
| 1905 | 500,136   | -               | -               | −8.0%                           |
| 1910 | 553,446   | -               | -               | +10.7%                          |
| 1916 | 605,997   | -               | -               | +9.5%                           |
| 1926 | 700,811   | -               | -               | +15.6%                          |
| 1930 | 854,184   | -               | -               | +21.9%                          |
| 1935 | 962,000   | -               | -               | +12.6%                          |
| 1940 | 1,107,859 | -               | -               | +15.2%                          |
| 1945 | 1,200,542 | -               | -               | +8.4%                           |
| 1950 | 1,368,600 | -               | -               | +14.0%                          |
| 1961 | 1,884,700 | -               | -               | +37.7%                          |
| 1974 | 2,656,948 | 833,179 (31%)   | 1,823,769 (69%) | +41.0%                          |
| 1988 | 4,248,561 | 1,751,833 (39%) | 2,691,888 (61%) | +144.8%                         |
| 2001 | 6,535,344 | -               | -               | +41.6%                          |
| 2013 | 8,303,771 | -               | -               | +27.1%                          |

### Distribución por edad
- Hombres: 4.095.813
- Mujeres: 4.047.651
- 0-14 años: 36.7% (hombres 1,528,271/mujeres 1,464,428)
- 15-64 años: 59.5% (hombres 2,431,607/mujeres 2,412,951)
- 65 años para adelante: 3.8% (hombres 136,035/mujeres 170,272) (2012 est.)

### Religión
En Honduras existe libertad de culto su población predominantemente profesa la religión cristiana, siendo la Iglesia católica que más feligreses acoge; un 63%  de la población 
Pero desde mediados del siglo XX ha existido un aumento de las iglesias protestantes de la rama denominada evangélica qué son un 35 % de la población por lo que el 98% de la población hondureña se identifica con el cristianismo sea catolicismo o protestante a la cual muchos hondureños se acogen. Aunque existen profesantes de la religión Judía, la Musulmana, la Wicca en menor cantidad, casi desapercibidos. Mientras, que los miembros de la Comunidad LGTB ingresan en la corriente Ateísta por la discriminación y persecución que reciben por la sociedad debido a su orientación sexual.

### Idiomas
La lengua española es la oficial y mayoritaria hablada por prácticamente toda la población, a excepción de algunos grupos étnicos como los misquitos, lencas, Tawakas, entre otros, también existen comunidades angloparlantes principalmente en la costa norte hondureña siendo la más importante las Islas de la Bahía.

## Inmigración
Honduras fue conquistada y colonizada por inmigrantes españoles, de allí su mestizaje y su idioma el castellano (Español), en el siglo XIX fueron los ingleses que colonizarón las Islas de la Bahía y la costa norte, asimismo en el mismo siglo se produjo el asentamiento de los garífunas en estos mismos sectores; con la noticia de la construcción del Ferrocarril Nacional de Honduras, llegaron al país los primeros inmigrantes del sur de los Estados Unidos movidos por la derrota en la guerra de Secesión, recibidos por el alcalde de San Pedro Sula para establecerse en esa ciudad, arribaron 61 personas, entre hombres, mujeres y niños. A finales del siglo, llegaron a Honduras, los primeros ciudadanos chinos, árabes y palestinos quienes obtuvieron su nueva nacionalidad hondureña, mediante Decreto de Arraigo. 
A partir del siglo XX ha llegado al país una considerable cantidad de migrantes de origen italiano, francés, árabe, judío y chino. En la primera década del siglo XXI se presenta la existencia y aumento de ciudadanos colombianos.

### Inmigración por grupo
| Españoles                           | Fueron los primeros inmigrantes europeos en el actual territorio de Honduras.                                                                                              |
| Judíos sefardíes                    | Expulsados de la península ibérica hacia los territorios españoles en América.                                                                                             |
| Británicos                          | Fueron el segundo grupo de Europeos en arribar al territorio hondureño y establecieron colonias en el territorio insular y oriente de Honduras.                            |
| Garífunas                           | Llegaron a Honduras huyendo de la esclavitud británica en San Vicente y las Granadinas.                                                                                    |
| Palestinos y libaneses              | Los primeros árabes arribaron a Honduras huyendo de los conflictos del Imperio Otomano en la Primera Guerra Mundial.                                                       |
| Búlgaros                            | También llegaron a Honduras huyendo de los conflictos durante la Primera Guerra Mundial.                                                                                   |
| Estadounidenses                     | Llegaron a Honduras durante el auge de las compañías bananeras y enclave minero.                                                                                           |
| Afrocaribeños                       | Mayormente procedentes de Jamaica, Bahamas e Islas Caimán llegaron a Honduras como obreros de las compañías bananeras y construcción del ferrocarril.                      |
| Alemanes, italianos y franceses     | También llegaron a Honduras durante el auge de las compañías bananeras y enclave minero.                                                                                   |
| Azkenazíes y menonitas              | Llegaron a Honduras en busca de refugio durante los conflictos de la Segunda Guerra Mundial.                                                                               |
| Taiwaneses, surcoreanos y japoneses | Han llegado a Honduras debido al auge de las industrias maquileras, comercio y las buenas relaciones diplomáticas que Honduras comparte con Taiwán, Corea del Sur y Japón. |

## Transición demográfica
Durante el siglo XXI la población hondureña sufrirá un proceso de transición demográfica en la que la población mayor de 60 años aumentara, por otro lado el país es uno de los más jóvenes de América Latina, con una edad media estimada de 22 años. Honduras es el segundo país más poblado de América Central, por detrás de Guatemala, y a partir de 1991 el país supera demográficamente a El Salvador. Igual que Nicaragua, el país más se va a duplicar en esta primera mitad del Siglo XXI, y al igual que Guatemala, la emigración no afecta tanto al crecimiento demográfico pero como la tasa de natalidad es menor a la de Guatemala, el país no crecerá tanto como su país vecino Guatemala. Para el 2050 el país llegara con más de 13 millones de habitantes (la misma población de Guatemala en 2010). Para el 2070 el país todavía crecerá con 16.8 millones de habitantes, siendo este su tope poblacional, para decrecer que en 2080 pero con un decrecimiento de solo un -0.1%, para el 2090 la tasa de decrecimiento pasara solo al -0.6% y para el 2100 a un -1.8% es decir que para el 2100 su población llegará a 
15.7 millones de habitantes 
| Año  | Población total | Población mayor de 60 | Porcentaje |
| ---- | --------------- | --------------------- | ---------- |
| 2000 | 6.485.500       | 335.200               | 5,2%       |
| 2025 | 10.656.100      | 917.100               | 8,6%       |
| 2050 | 13.771.300      | 2.425.800             | 17,6%      |
| 2080 | 16. 899. 900    |                       |            |
| 2100 | 15. 727. 046    |                       |            |